# 橙眶軟雀鯛
橙眶軟雀鯛，為輻鰭魚綱鱸形目鱸亞目擬雀鯛科的其中一種，分布於西印度洋開克杜凱拉攸島（Cargados Carajos）海域，為特有種，深度0－21公尺，體長可達4.7公分，為熱帶海水魚，棲息在陡峭的珊瑚礁岩壁，生活習性不明。

## 擴展閱讀
維基物種上的相關：橙眶軟雀鯛